# Dávid Béla
Lászlófalvai Dávid Béla  (Velejte, 1867. május 13. – Selmecbánya, 1891. október 22.) költő.

## Élete
Dávid Nándor gazdasági tiszt és Spéczián Ottilia fia volt. Iskoláit Nagyváradon és Miskolcon végezte 1885-ben; azután a selmeci Akadémiára ment, közben egyéves önkéntes volt, végre a bányahivatalhoz ideiglenes gyakornoknak nevezték ki. Elnöke volt a bányász és erdészeti akadémiai ifjúsági körnek. Öngyilkos lett, szíven lőtte magát.

## Munkái
Dávid Béla költeményei. Selmeczbánya, 1891. (Schauschek Gábor rendezte sajtó alá. Ism. Magyar Hirlap 1891. 181. sz.).